# フローラ・ウォンボー＝パターソン

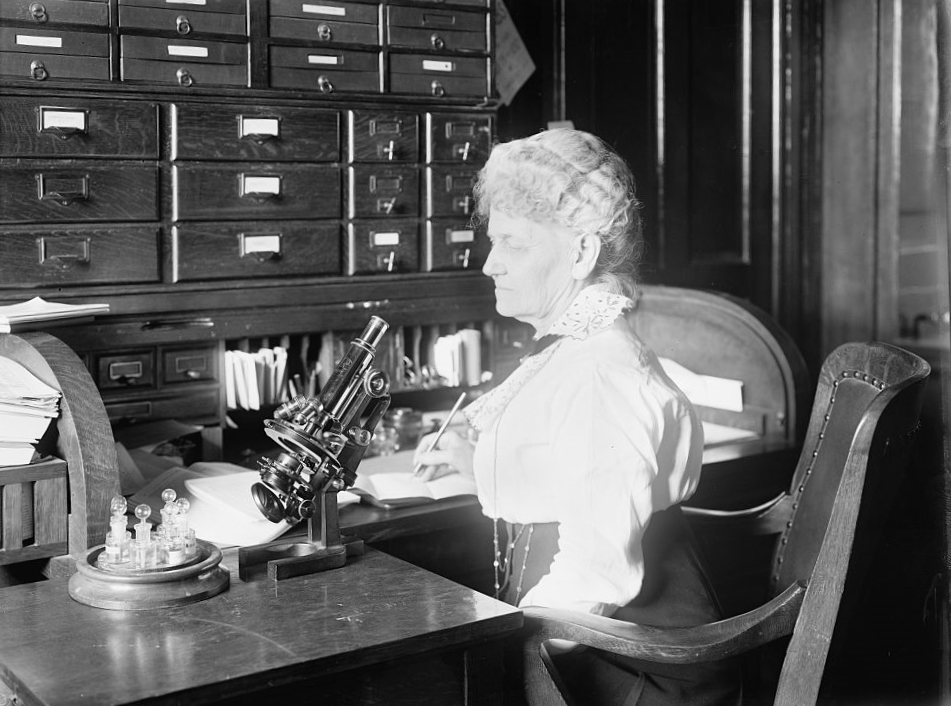
Flora Wambaugh Patterson

フローラ・ウォンボー＝パターソン（Flora Wambaugh Patterson、1847年1月14日 – 1928年6月2日）はアメリカ合衆国の菌類学者である。アメリカ合衆国の農務省で植物病理学の研究職として働いた最初の女性科学者である。約30年間、農務省で働き、菌類の標本コレクションを充実させ、多くの菌による植物疾病を発見した。

## 略歴
オハイオ州コロンバスに生まれた。父親はメソジスト教団の神父で、幼い頃からキノコの研究が趣味となった。オハイオ州ノアンティオーク大学を1865年に卒業した後。シンシナティ・ウェズリアン・カレッジで修士号を取得した。1869年にエドウィン・パターソンと結婚し、家庭生活に入り、2人の子供の母親となった。夫が没後、再び学問の世界に戻り、アイオワ大学で学んだ。1892年からイェール大学での研究を希望するが、女性であるために拒絶された。マサチューセッツに移り、ラドクリフ大学で研究を始め、エイサ・グレイの標本館でも働いた。
1895年に農務省のビヴァリー・トーマス・ギャロウェイ（Beverly T. Galloway）に植物病理学者として雇われ、在職した30年の間に農務省のキノコの参照標本を19,000 から115,000まで、約6倍に増やした。植物に病気を起こす、多くの菌類を同定し、竹の病菌、Loculistroma bambusaeなど新種の菌類の記載を行った。75歳まで農務省で働いた。

## 著作
- Species of Taphrina parasitic on Populus. Proc. Amer. Assoc. Advan. Sci. 43:293-294(1894).
- A study of North American parasitic Exoascaceae. Iowa Univ. Bull. Lab. Nat. Hist. 3:89-135(1895).
- ヴェラ・チャールズ、Veihmeyer, F. Jと共著: Some fungous diseases of economic importance. I.-Miscellaneous Diseases. II. Pineapple rot caused by Thielaviopsis paradoxa. USDA, Bureau of Plant Industry, Bull. No. 171(1890).
- ヴェラ・チャールズと共著: Patterson, F. W., and Charles, V. K. 1915. Mushrooms and other common fungi. USDA Bulletin No. 175(1916).